# Alexandre Svetchine
Alexandre Andreïevitch Svetchine (en russe : Александр Андрееевич Свечин) ; né le 17 août 1878 à Odessa et mort le 28 juillet 1938) est un chef militaire russe et soviétique, écrivain militaire, éducateur et théoricien, auteur du classique militaire Stratégie (Стратегия) sorti en 1926. Il est nommé général-major en 1916 et commandant de division en 1936 et meurt dans les purges staliniennes.
Il est surnommé le Clausewitz russe par la qualité et la modernité de ses travaux.

## Début de la vie
Il est né à Odessa, où son père était général dans l'armée impériale russe. Son frère aîné Mikhaïl Svetchine (1876-1969) est officier de cavalerie dans les cuirassiers ; il a combattu pendant la guerre russo-japonaise et la Première Guerre mondiale, a rejoint le mouvement blanc pendant la guerre civile russe et est mort exilé en France en 1969.
Alexandre Svetchine a étudié au 2e corps des cadets de Saint-Pétersbourg (1895), puis à l'école d'artillerie Mikhaïlovsky (1897), nommé sous-lieutenant en 1897 à la 46e (après janvier 1898 43e) brigade d'artillerie du district militaire de Vilna où il servit jusqu'en avril 1900 comme assistant du chef de l'équipe d'entraînement de la brigade et adjudant divisionnaire. Il est diplômé de l'Académie d'état-major général Nicolas en 1903 et est affecté à l'état-major général.

## Carrière
Svetchine participe à la guerre russo-japonaise de 1904-1905 en tant que commandant de compagnie du 22e régiment de Sibérie orientale, puis en tant qu'officier d'état-major au quartier général du 16e corps d'armée, et officier d'état-major au quartier général de la 3e armée de Mandchourie.
Après le début de la Première Guerre mondiale, il se voit confier le commandement du 6e régiment de fusiliers de Finlande, puis il est nommé chef d'état-major de la 7e division d'infanterie, commandant de la division de la marine de la mer Noire, général de division en 1916 et enfin chef d'état-major de la 5e armée russe.
Après la révolution d'Octobre, il rejoint en mars 1918 les bolchéviques et est immédiatement nommé commandant militaire de la région de Smolensk. Il se hisse à la tête de l'état-major général panrusse.
En octobre 1918, à cause de désaccords avec le commandant en chef soviétique Jukums Vācietis, Svetchine est démis de ses fonctions et nommé par Trotsky professeur à l'Académie d'état-major général de l'Armée rouge des ouvriers et des paysans. Ce nouveau poste a permis à Svetchine de combiner son talent d'écrivain avec sa connaissance de la stratégie militaire. Son ouvrage Stratégie, publié en 1926, devient une lecture obligatoire dans les écoles militaires soviétiques.
En février 1931, lors d'une purge des anciens officiers tsaristes de l'Armée rouge, Svetchine est arrêté et condamné à cinq ans de prison dans les goulags. Toutefois, en février 1932, il est libéré et reprend le service actif en tant que commandant de division de l'Armée rouge. Il est affecté d'abord à l'agence de renseignements de l'état-major général, puis à l'Académie d'état-major général de l'Armée rouge.

## Mort
Il meurt des suites de la Grande Purge. Il est à nouveau arrêté le 30 décembre 1937. Son nom est inclus dans la liste de décès no 107, datée du 26 juillet 1938 et signée par Staline et Molotov. Le 29 juillet 1938, il est condamné à mort par le Collegium militaire de la Cour suprême de l'URSS pour « participation à une organisation contre-révolutionnaire » et « entraînement de terroristes ».
Selon Alexander Hill, Svetchine a été exécuté le 29 août 1938, et son corps a été enterré dans la région moscovite de Kommounarka. Cependant, l'édition française de L'Archipel du Goulag d'Alexandre Soljenitsyne donne 1935 comme année de son exécution.
Il a été réhabilité le 8 septembre 1956.
Son nom apparaît dans le cycle de romans d'Alexandre Soljenitsyne, La Roue rouge.

### Contribution à l'art de la guerre
Au cours des années 1920, c'est lui qui élabore le concept de défense stratégique, prédisant que la prochaine guerre viserait à épuiser les ressources militaires et économiques de ses participants. À cette fin, il pensait que les guerres futures et leurs conséquences devaient être prédites avec précision, en calculant combien d'armes et d'infrastructures un ennemi potentiel avait à sa disposition et évaluant correctement le potentiel industriel et économique de son propre pays, ainsi que celui de l'adversaire. Le général Svetchine introduisit le concept d'art opératif, le liant en préliminaire à la stratégie et à la tactique, et développa aussi le concept de la mobilisation permanente qui joua un rôle clé dans le début de la Grande Guerre patriotique en 1941-1942.
Il indiquait déjà en 1925 que la Pologne serait le point de départ d'une nouvelle guerre mondiale (ce qui advint quatorze ans plus tard). Il a attiré l'attention à plusieurs reprises sur la possibilité qu'un éventuel ennemi s'empare d'une partie occidentale du territoire de l'URSS et, à cet égard, il a estimé que les industries du pays devaient être concentrées dans l'Oural, puisque cette région serait relativement peu vulnérable lors des opérations de lutte contre l'envahisseur. Il a mis en garde les autorités militaires soviétiques contre une concentration ultérieure de l'industrie et de la population dans la ville de Léningrad qui, à cause de sa position géographique, se trouvait en position extrêmement vulnérable à une attaque, prévoyant ainsi le siège de Léningrad, l'un des plus meurtriers du XXe siècle.

## Ouvrages
Alexandre Svetchine laisse vingt monographies, deux cent cinquante-six articles, cent quatre-vingt-douze recensions et sept traductions (de l'allemand).
Armée impériale
- Война в горах. Тактическое исследование по опыту русско-японской войны: Со многими прим. из последней кампании: В 2 ч. — 2-е изд., доп. и перераб. авт. — Saint-Pétersbourg, 1907. Tome I — 140 pages: ill. Tome II — 63 pages. [La Guerre en montagne. Étude tactique sur l'expérience de la guerre russo-japonaise: avec de nombreux exemples de la dernière campagne]
- Предрассудки и боевая действительность. — СПб., 1907. — 136 pages. [Préjugés et réalités du combat]
- В Восточном отряде. От Ляояна к Тюренчену и обратно: Марши, встречи, бои, наблюдения. — Varsovie, 1908. — 260 pages: схем. [Dans la Division Est. De Liaoyang à Tiourentchen et retour : Marches, rencontres, batailles, observations]
- Воздухоплавание в Германии. — Saint-Pétersbourg, 1910. — 40 pages: ill. [Les Aéronefs en Allemagne]
- Русско-японская война 1904—05 гг. по документальным данным труда военной исторической комиссии и другим источникам. — Saint-Pétersbourg, 1910. — 387 pages.: cart. [La Guerre russo-japonaise de 1904-1905 selon les données documentaires des travaux de la commission historique militaire et d'autres sources]
- Военные действия в Маньчжурии в 1904—05 гг. [Actions militaires en Mandchourie en 1904-1905] // in История русской армии и флота [Histoire de l'armée et de la flotte russe]. Вып. XIV: Русско-японская война [La Guerre russo-japonaise]. — Moscou, 1912. — pp. 59-182: illustrations et schémas.
- Тактические уроки Русско-японской войны. [Les Leçons tactiques de la guerre russo-japonaise] — Saint-Pétersbourg: Офицерская стрелковая школа [éd. École d'officiers fusiliers], 1912.

Armée soviétique
- Конспект II части курса военного искусства: Лекции, чит. в Акад. Генер. штаба РККА в 1919—20 г.г. — Moscou: Акад. Генер. штаба РККА, 1920: [РГВА. Ф. 11. Оп. 12. Д. 17. Л. 4]. [Résumé de la partie II du cours d'art militaire : conférences tenues à l'académie d'état-major général de l'Armée rouge en 1919-1920]
- Полк в наступательном бою: (Бой на реке Икве 28 мая — 10 июня 1916 года) [Le régiment dans une bataille offensive : (Bataille sur la rivière Ikva 28 mai - 10 juin 1916] // Стрелковый журнал, 1920. — № 1. — pp. 41-77.
- Стрелковые доктрины и опыт войны [Doctrines de tir et expérience de guerre] // Стрелковый журнал, 1920. — № 1. — pp. 5-13. — Signature: A.S.
- История военного искусства: [В 3 ч.] [Histoire de l'art militaire] [en 3 parties]. — Moscou; Léningrad: Высш. воен. ред. совет, 1922-1923.; 2e éd. — 1925.
- Наполеоновские войны [Les Guerres napoléoniennes] // Энциклопедический словарь русского библиографического института Гранат. — 7e éd. — Moscou, [1927]. — Tome 45, 1re partie — Стб. pp. 216-228.
- Стратегия [Stratégie]. — Moscou: éd. Госвоениздат, 1926; 2e éd. — Moscou: éd. Военный вестник, 1927.
  - Réédition corrigée: Moscou: éd. Кучково поле, 2003.
  - (en) Strategy, traduction anglaise éditée par Kent D. Lee ; essais introductifs par Andrei A. Kokoshin et al. ; Minneapolis, MN : East View Publications ; édition 1992 ;  (ISBN 9781879944336)
- Эволюция военного искусства: В 2 т. [Évolution de l'art de la guerre: en 2 tomes] — Moscou; Léningrad: éd. Госиздат, 1927-1928.
  - Rééd. revue et corrigée: [Moscou] : éd. Акад. проект : Кучково поле, 2002.
- Искусство вождения полка по опыту войны 1914—18 гг.. — М.—Л.: Государственное издательство, отдел военной литературы, 1930. — Tome I — 216 pages. [L'Art de diriger un régiment selon l'expérience de la guerre de 1914-1918], Moscou-Léningrad, 1930.
  - Rééd. revue et corrigée: Moscou: éd. Ассоциация «Военная книга»: Кучково поле, 2005.
- Тактика [Tactique] // Энцикл. слов. рус. библиогр. ин-та Гранат. — М., [1929]. — Т. 41, ч. 6. — Стб. 718—727.
- Стратегия [Stratégie] // Энцикл. слов. рус. библиогр. ин-та Гранат. — М., [1930]. — Т. 41, ч. 4.
- Клаузевиц [Clausewitz]. — Moscou: Журнально-газетное объединение, 1935. — 288 pages: ill. — (Жизнь замечательных людей Сер. биогр.; Вып. 13—14 (61-62)).
- Стратегия XX века на первом этапе: Планирование войны и операций на суше и на море в 1904—1905 гг. [Stratégie du XXe siècle à la première étape : Planification de la guerre et opérations sur terre et sur mer en 1904-1905] — Moscou.: éd. Акад. Генер.штаба РККА, 1937. — 140 pages.